# Undrugged
Undrugged è un album dei Man, pubblicato dalla Point Records nell'aprile del 2002. Il disco fu registrato in due differenti sessioni, la prima registrata a Lampeter (Galles) nel 1996 e vedeva il momentaneo ritorno del batterista Terry Williams, la seconda seduta di registrazione fu incisa all'Hendrefoilans Studios di Swansea (Galles) nel 2001.

## Tracce
1. Scotch Corner – 6:32 (Deke Leonard, Ken Whaley, Malcolm Morley, Micky Jones, Terry Williams) – Registrato nel 1996
2. Babe, I'm Gonna Leave – 5:03 (Anne Bredon, Edward Darling, Paul Bennett) – Registrato nel 1996
3. I Always Thought the Walrus Was Protected – 3:24 (Martin Ace) – Registrato nel 2001
4. Dream Away – 6:03 (Deke Leonard) – Registrato nel 1996
5. Manillo – 4:32 (Martin Ace) – Registrato nel 1996
6. Asylum – 4:09 (Micky Jones) – Registrato nel 1996
7. Trying to Get to You – 2:51 (Charles Singleton, Rose Marie McCoy) – Registrato nel 2001
8. Listen to Me, Sister – 3:44 (Deke Leonard) – Registrato nel 2001
9. Georgia on My Mind – 4:41 (Hoagy Carmichael, Stuart Gorrell) – Registrato nel 2001
10. Sail on Sailor – 3:34 (Brian Wilson, Jack Rieley, Ray Kennedy, Tandyn Almer) – Registrato nel 2001
11. Day and Night – 4:31 (Deke Leonard, Ken Whaley, Micky Jones, Terry Williams) – Registrato nel 1996

## Musicisti
Brani 1, 2, 4, 5, 6 e 11,
- Micky Jones - chitarra, voce
- Deke Leonard - chitarra, pianoforte, voce
- Martin Ace - basso, voce
- Terry Williams - batteria

Brani 3, 7, 8, 9 e 10
- Micky Jones - chitarra, voce
- Deke Leonard - chitarra, pianoforte, voce
- Gareth Thorrington - pianoforte, organo, sintetizzatore
- Martin Ace - basso, voce
- Bob Richards - batteria[1]